# 27 Korpus Armijny (Imperium Rosyjskie)
27 Korpus Armijny (ros. 27-й армейский корпус) – wyższy związek taktyczny Armii Imperium Rosyjskiego sformowany w czasie I wojny światowej.  Rozformowany na początku 1918.

## Podporządkowanie
- 2 Armii (od 10.10.1914)
- 1 Armii (17.02 – 1.09.1915)
- 2 Armii (18.09.1915 – 1.07.1916)
- 1 Armii (1.08 – 17.12.1916)
- 12 Armii (1.02 – 16.06.1917)
- 5 Armii (1.06 – grudzień 1917)

## Dowódcy Korpusu
- gen. piechoty D. W. Bałanin (wrzesień 1914 – grudzień 1916)
- gen. lejtnant A. N. Kuzmin – Korowajew (grudzień 1916 – maj 1917)
- gen. lejtnant W. W. Ryczkow  (od maja 1917)